# 泽莱内 (巴甫利夫斯凯市镇)
47°57′47″N 35°28′5″E / 47.96306°N 35.46806°E

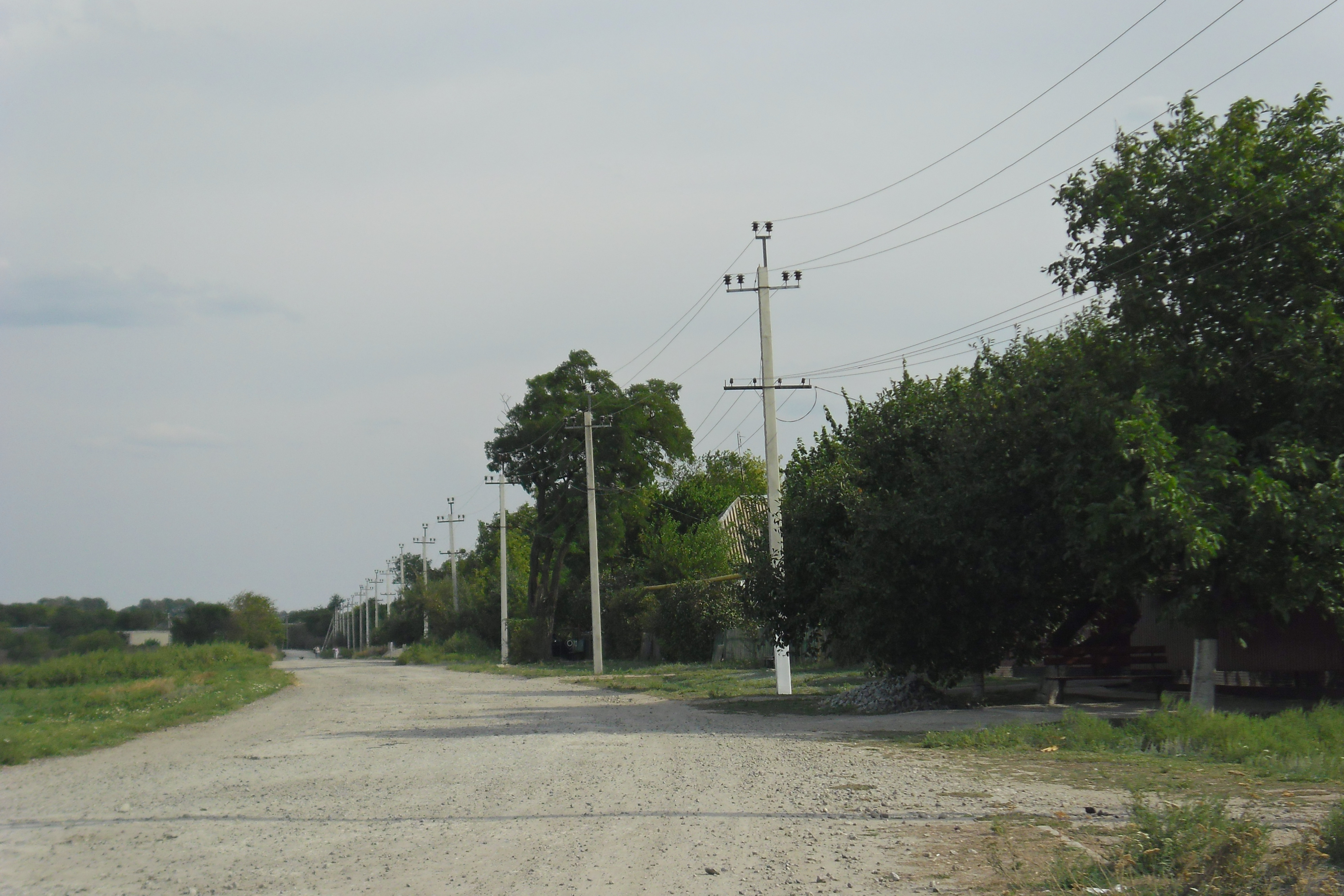
澤萊內

澤萊內（烏克蘭語：Зелене）是位於烏克蘭東南部的村莊，由扎波羅熱州扎波羅熱区的巴甫利夫斯凱市鎮負責管轄。該村處於維利尼揚卡河源頭附近，始建於1870年，面積0.89平方公里，2001年人口171。